# Mick O'Connell
Pour les articles homonymes, voir O'Connell.
Mick O'Connell est un joueur de football gaélique actif entre 1956 et 1973. Il a joué pour le club de Valentia Young Islanders GAA  et  l’équipe du Comté de Cavan avec lequel il a gagné quatre All-Ireland.

## Son enfance
Mick O’Connell est né sur l’Île de Valentia dans le Comté de Kerry en 1937. Son père était pêcheur et travaillait aussi dans la petite ferme de la famille située sur l’île. Dès sa petite enfance, O’Connell montre un grand intérêt pour le football gaélique, un des passe temps favori des enfants de l’île.

## Sa carrière

### En club
Mick O’Connell joue dans le club local des Valentia Young Islanders GAA. Il remporte trois titres de champion du Kerry avec South Kerry GAA, une réunion de petits clubs de la Péninsule d'Iveragh. O’Connel a aussi joué quelque temps pour le club de Waterville GAA.

### Avec l’équipe de Comté
La carrière d’O’Connell avec Kerry GAA commence en 1955 lorsqu’il fait son apparition dans l’équipe de Kerry jouant dans le championnat mineur du Munster. Cette année-là, Kerry perd en finale contre Tipperary GAA. Toutefois il est rapidement sélectionné dans l’équipe senior qui le titularise pour la première fois en 1956. Deux ans plus tard, en 1958, O’Connell remporte le premier de huit titres consécutifs de champion du Munster. En Championnat All-Ireland, le Kerry perd la demi-finale contre Derry GAA. En 1959, O’Connell est nommé capitaine de l’équipe qui remporte la Ligue nationale de football gaélique. Plus tard dans la saison, après un nouveau titre dans le Munster, il est obligé de déclarer forfait pour le All-Ireland après une grave blessure lors d’une victoire contre Galway GAA.
Après une deuxième victoire en Ligue Nationale en 1961, Mick O’Connell participe à la victoire en finale du All-Ireland contre Roscommon GAA. Une troisième Ligue Nationale est conquise début 1963. Après deux défaites consécutives en 1964 et 1965 en finale du All-Ireland contre Galway GAA, Kerry perd aussi sa couronne provinciale contre Cork GAA. Kerry ne récupère ce trophée qu’en 1968. Cette même année, c’est Down GAA qui remporte le championnat d’Irlande en battant Kerry en finale. L’année 1969 est particulièrement glorieuse. O’Connell remporte toutes les compétitions dans laquelle son équipe est engagée : la Ligue nationale (pour la 4e fois), le championnat du Munster (pour la 10e fois) et le All-Ireland (pour le 3e fois) contre Offaly GAA.
En 1970 Mick O’Connell entame sa troisième décennie de football gaélique au plus haut niveau. Il remporte son onzième titre de champion du Munster avant de s’emparer de son quatrième All-Ireland contre Meath GAA au cours de la toute première finale jouée au terme de 80 minutes. O’Connell remporte deux nouvelles Ligues nationales en 1971 et 1972 avant de perdre sa dernière finale cet été là contre Offaly. Il se retire de l’équipe du Comté en 1973.

## La consécration
Après s’être retiré du plus haut niveau, Mick O’Connell publie en 1974 une autobiographie intitulée «A Kerry Footballer ». Dix ans plus tard sa réputation de footballeur n’avait pas diminué : en 1984 il est nommé par l’association athlétique gaélique dans l’équipe du siècle. Cette reconnaissance se concrétise en 2000 par son intégration dans l’ « équipe du Millénaire ».
Son effigie a été gravée sur un timbre de l’État d’Irlande.